# Xã Pleasant Valley, Quận Pawnee, Kansas
Xã Pleasant Valley (tiếng Anh: Pleasant Valley Township) là một xã thuộc quận Pawnee, tiểu bang Kansas, Hoa Kỳ. Năm 2010, dân số của xã này là 85 người.